# Dascyllus strasburgi
Dascyllus strasburgi es una especie de peces de la familia Pomacentridae en el orden de los Perciformes.

## Morfología
Los machos pueden llegar alcanzar los 9 cm de longitud total.

## Hábitat
Es un pez de mar.

## Distribución geográfica
Es un endemismo de las Islas Marquesas.